# سينما بيرو
هذا المقال يقدم نظرة تاريخية عامة للسينما في بيرو.

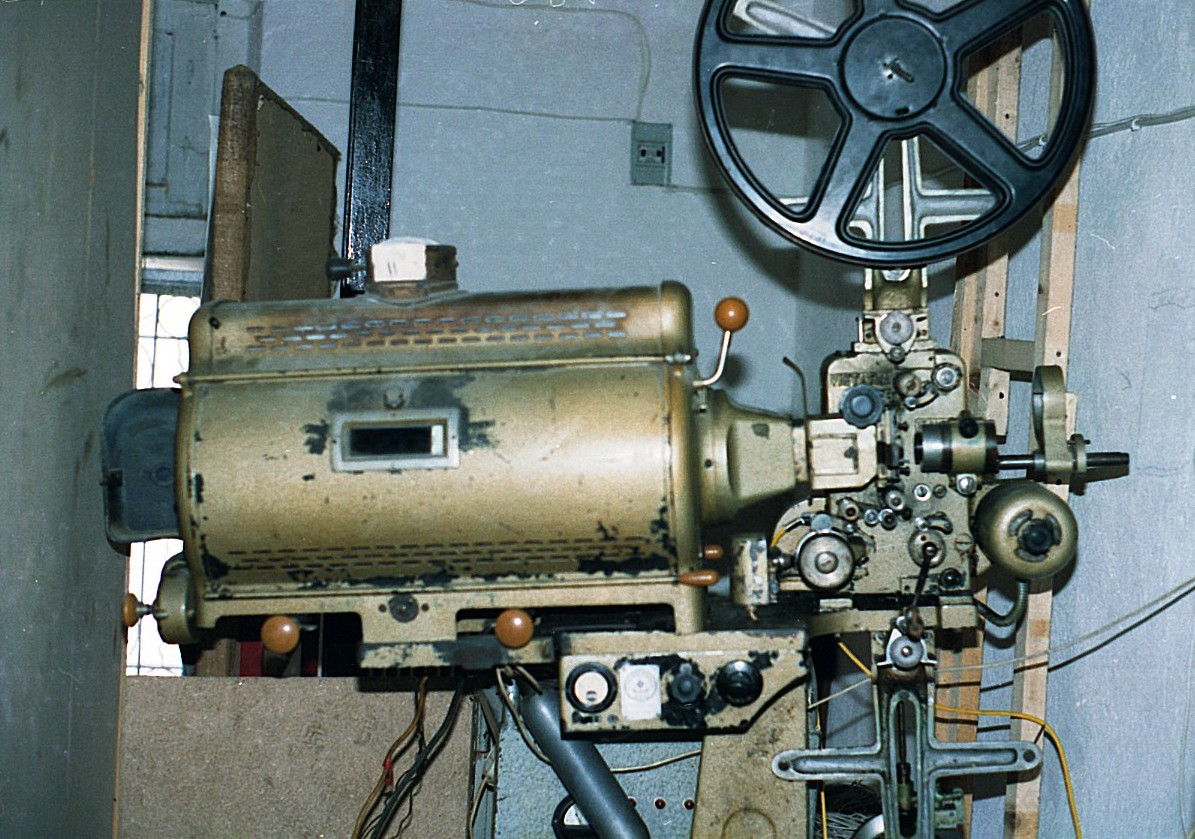
السينما في بيرو أواخر القرن العشرين.

## التاريخ

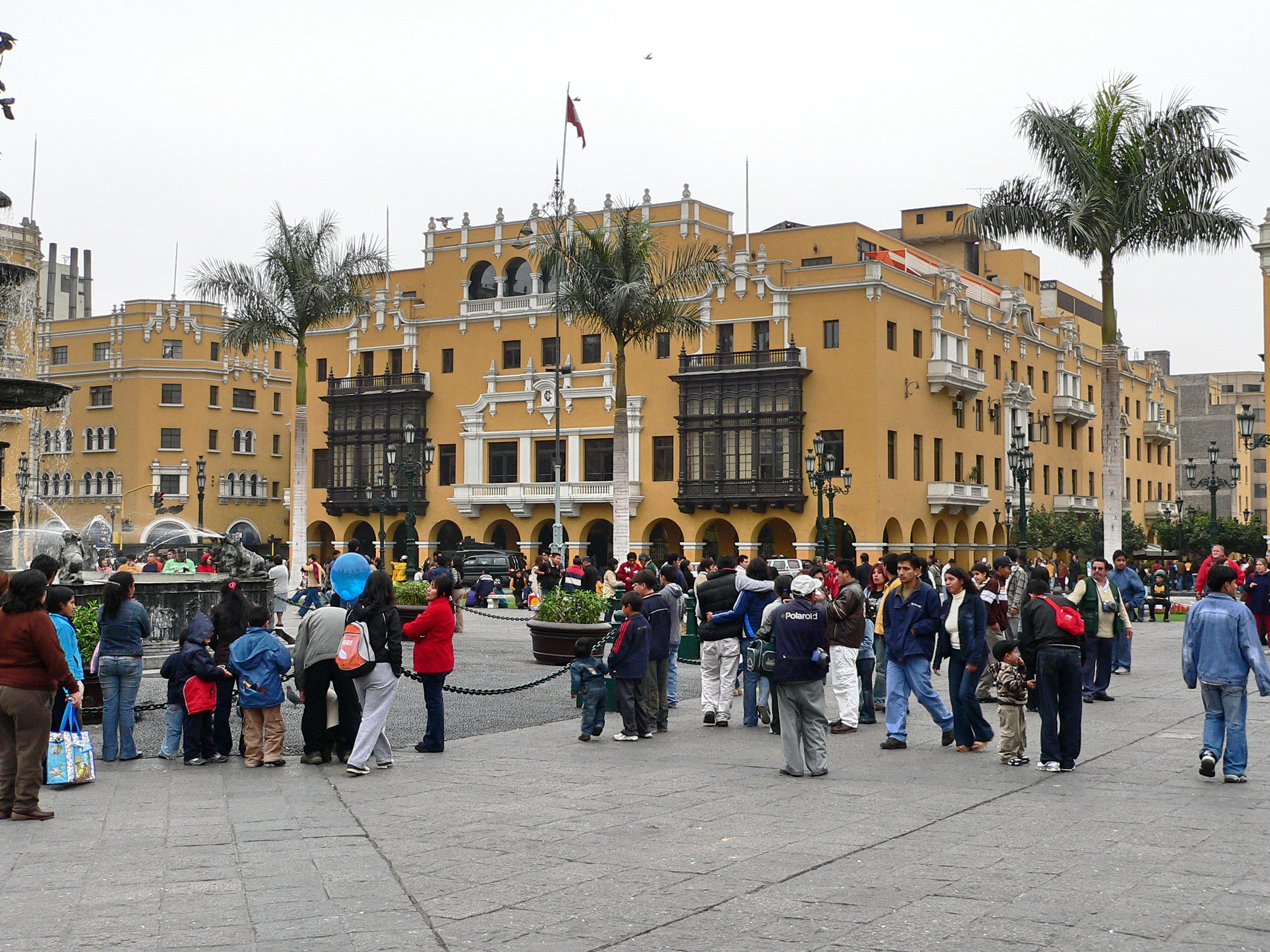
المقر المركزي لنادي الإتحاد، حيث أقيمت أول تقديمات سينمائية في بيرو.

العرض الأول لفيلم تحقق في فبراير عام 1897 في حديقة حلويات ستراسبورج، مطعم في ليما (نادى الاتحاد الآن)، باستخدام آلة التصوير الخاصة بالأخوين لومييريه. وقبل ذلك بشهر تم إنتاج صور متحركة باستخدام جهاز يدعى فيتاسكوبيو الذي اخترعه طوماس الفا اديسون.
في البداية معظم الناس الذين حضروا عروض الصور المتحركة والأفلام كانوا من الطبقة الارستقراطية والصور التي شاهدوها كانت من دول أخرى (في 1899 التقطت أول المشاهد في بيرو). وبعدها بفترة بقصيرة بدأت العروض السينمائية تصل للطبقات الاجتماعية الأقل مكانة، عن طريق العروض المتنقلة والتي حصلت على الأجهزة واحضرتها إلى اماكن مختلفة في البلد، حتى أصبحت عادة للشعب ان يدفعوا المال لمشاهدة هذه العروض، ومن ثًم صُنع تجارة رابحة خاصة بهم. وهذا يرجع إلى أن السينما احضرت بعض المحفزات من مكان بعيد وحولتها إلى مشاهد جغرافية وانسانية في متناول يد الناس وهذا بسبب قلة وسائل المواصلات حيث انه كان هناك فقط طرق سكة حديد في القرن التاسع عشر، ومع ذلك لم يتم إنشاء شبكات طرق إلا في 1920.
تطورت سينما الإكيتوس داخل سينما بيرو، مدينة شمالية ومرحلة اساسية في الفيبر ديل كاوتشو الذي حدث في منطقة الأمازون، استفادت صناعة المطاط من حضور صناع السينما الأجانب إلى المدينة، والاهتمام بالسينما في السنوات التي تليها. وكان انطونيو ونج رينجيفو رائد صناعة سينما الإكيتوس.
خلال السنوات الأولى (حتى 1913 عندما تم إنتاج أول فيلم خيالى خاص ببيرو) والذي ذهب إليه الناس لمشاهدة الصور المتحركة، على سبيل المثال تصوير فيلم مصارعة الثيران (إسبانيا، ثم بيرو) أو مشاهد حربية لحرب أمريكا اللاتينية (الولايات المتحدة واسبانيا في كوبا)، وايضا مثل المناظر الطبيعية وفن العمارة والمجتمع. كانت الطبقة الارستقراطية تفضل الأفلام المصورة في اماكن طبيعية حضرية غريبة، وإعادة إنتاج حقائق تاريخية واحداث المجتمع (الارستقراطى) في مدينة ليما. وكانت الطبقات الشعبية تفضل الأفلام الكوميدية.

### الانتقادات الأولية
كانت الانتقادات الأولية التي تم توجيهها إلى سينما بيرو في هذا العصر هي عدم وجود الطبيعة لأن الجهاز أعاد إنتاج الصور المنتشرة مع وميض (وتم تصليحه في 1908)، أيضا تم انتقادهم بسبب نقص جودة الصوت، ووجود اللون الأبيض والأسود في الصور. وكل هذا يعتبر إزعاج بسيط للمشاعر.
وفقا لبيدويا في مائة عام من السينما في بيرو، التاريخ النقدى:
```
«من المحتمل ان تكون 
الحرب العالمية الأولى
 ونقص المواد الخاصة بالأفلام هي العوامل الرئيسية لهذا العجز في السينما»... «ومن الممكن أيضا ان يكون بسبب الشخصية الخاضعة التي تمثلت في سينما بيرو منذ بداياتها. إذا كان الوثائقى مناسب ليتم إستخدامه في البرمجة كأداه للحشو أو كتكملة لأحزمة المواد الاجنبية، فإن الخيال على العكس اتفق مع الصناعات السينمائية في أمريكا الشمالية وأوروبا، التر استأنفت بشكل متزايد اغواء التكنولوجيا، المدة الطويلة، ووجوه بعض الممثلين الذين تقربوا من كل ما يخص أساطير القدماء»... «ومن ناحية أخرى، فإن تكلفة إنتاج السينما الحوارية اعلى من السينما الوثائقية ولم يكن اصحاب الصالات ومن ذمنهم المنتجين جاهزين لدفع تكاليفها، بل أكثر من ذلك عند الجمهور، لتطور المشاهد السينمائية، مطلوب الجودة التقنية للسينما الأجنبية، وعدم وجود نسخ ضعيفة وغير كاملة للكوميديا الخارجية المتطورة».
[
1
]
```

### السينما
كانت اوائل 1920 هي ذروة التعاملات السينمائية، وتم تركيب الاجهزة الخاصة بالإنتاج في كثير من المؤسسات التي تم إنشائها لهذا الغرض. وايضا تم عمل عروض سينمائية مصحوبة بموسيقي الفونوغراف.
تم إنشاء شركة مسرح السينما (من 1915 شركة المسرح والسينما S.A) وانشأوا مسرح سينما بشارع بيلين في 1909، وفي شهر نوفمبر 1913 انتقلوا إلى قاعة أخرى في شارع لاميرسيد. والكمية الكبيرة من الناس الذين بدأوا حضور مسرح السينما تنبهوا إلى وجود سوق مهم للسينما. في 1911 تكونت الشركة العالمية للسينما، وفي 1914 انشأوا صالة اكسيلسيور في شارع باكيخانو، وبعض الشركات تنافست فيما بينها على عرض أفلام من الخارج.
أول فيلم خيالى خاص ببيرو كان تعاملات المياة، والذي صدر في إبريل علم 1913 في مسرح سينما ليما. ورد المنافس كان تنفيذ فيلم من مستشفى المجانين للزواج الذي صدر في شهر يوليو من نفس العام. هذان كانا فيلمى الخيال الوحيدان في بيرو في هذه الفترة.

### فترة العشرينيات

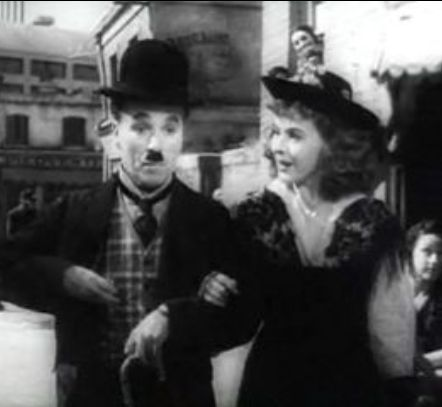
تشارلي تشابلن وباوليتا جودارد في فيلم الديكتاتور العظيم.

في عام 1920 تم إصدار فيلم طريق الانتقام، الذي يعكس مضمونه التناقض بين الحياة الريفية المتينة الصحية، وحياة المدينة المليئة بالأخطار. هذا المضمون كان قد تم التطرق إليه من قبل. مجتمع بيرو أوضح هذا الانقسام بين الريف والحضر، ووصفتها السينما لرغبتها في إيضاح حقيقة المجتمع بأفعال قريبة من الشعب، وهكذا تقوم باجتذابهم. بينما كان شعب بيرو بدأ يفضل سينما الولايات المتحدة، وعرفوا أفلام تشارلى شابلن الذي بدأ يصبح مشهورا في هذا الوقت.
بدأ وجود الخلاف عام 1926، عند اقتراب إصدار فيلم صفحات بطولية لأول مرة عن حرب المحيط الهادئ، وانتقدت حكومة الرئيس اجوستو ليجيا صدور الفيلم لأنه يهين المشاعر الوطنية لتشيلى، تناقشوا فيما بينهم لعدة شهور ولكن لم يصلوا لأى مخرج. وفي 1928 تم إصدار فيلم لابيريتشولى، الذي لقى نجاحاً كبيراٌ، وتم تقديم محتواه في الخارج. بدأت صحافة السينما تحصل على قوتها وظهرت مجلات متخصصة للسينما مثل السينما والنجوم، والأضواء والظلال، والأسبوع السينمائي..الخ. كان هناك أيضاً كثير من المنشورات التي تتضمن أقسام مخصصة للسينما مثل العالم في شاشة الصحافة اليومية، وعالم الشريط السينمائي في مجلة الاختلافات... إلخ.

### فترة الثلاثينيات
تم إطلاق أول فيلم صوتى لاحقاً وهو التيار السفلي، وبدأت فترة ازدهار الإنتاج القصيرة التي عرفت باسم سينما الكريول، وظهر مجتمع الأفلام الوطنية الذي نفذ عدة أفلام. وفقط في 1930 تم تنفيذ ستة أفلام رئيسية. وفي 1932 تم إصدار القانون الذي خلق مدرسة علم الحركة المجردة، وكان هدفها التعليم الهائل، والتكامل بين السكان الأصليين في العملية القومية. فما تم القيام به هو حمل وحدات متنقلة، وجهاز العرض، مع أفلام بطبيعة فنية وعلمية، ولكن هذا النظام كان سريع الزوال، حيث انه كان من المستحيل تمويله، وشيئاً فشيئاً قل وجود الناس في صالات السينما، وبدأ الإنتاج القومى في الانخفاض.

### فترة الأربعينيات
في هذه الفترة صدرت قوانين لتعزيز الإنتاج السينمائي، ولكن نتج عنها ازمة بسبب المنافسة المتزايدة، وتطور الإنتاج في بعض البلاد مثل المكسيك، ولكن رغم ذلك قاموا بصناعة بعض الأفلام.

### فترة الخمسينيات
في هذه الفترة (ذروة السينما في الولايات المتحدة والمكسيك)، تم عمل فيلم سينمائي روائي طويل خاص ببيرو، وتم عمل الكثير من الأفلام الوثائقية والصحف السينمائية. الأفلام الوثائقية كان لديها ما يمثلها وتدعى مرحلة سينما نادى كوسكو الذين صوروا عادات شعوب الإنديز، الكرنفالات، الأعياد الدينية.. إلخ. وفي القرن الذي يليه وصلوا إلى تصوير فيلمين روائيين في كتشوه، كوكولى عام 1962 والذي أخرجها لويس فيجروا، وجاراوى عام 1966، والتي كانت قائمة على أساطير الشعوب الأصلية. بدأوا بعدها في عمل إنتاج مشترك مع المكسيك، وفي نهاية الخمسينيات ظهر التليفزيون، وفي العقد الذي يليه كانت السينما بنفس الأبطال الذين وجدوا الملجأ في الحياة المحلية.

### 1962
في عام 1962 تم إصدار قانون يعفى من الضرائب كل عروض الأفلام الروئية التي تم إنتاجها عن طريق شركات في بيرو، وعدم منح مصادر تمويل بديلة أو تسهيلات أخرى لأن أصحاب الشركات بدأول في الأعمال السينمائية ولهذا أصبح تأثيرها أقل.

### 1972
اثناء الحكومة العسكرية للجنرال خوان بيلاسكو البارادو تم إصدار قانون تعزيز صناعة الفن السينمائي، الذي يروج للعرض الإجبارى (المحدد عن طريق لجنة تعزيز الفن السينمائي) ونسبة المكافأة. هذا يعنى وجود إنتاج قومي خاصة الأفلام القصيرة. كانت الأسعار محددة عن طريق البلديات الذين ابقوها مخفضة، ولكن تم تعويض هذا النقص عن طريق عدد الأشخاص الذين حضروا هذه العروض، وعلى الرغم من هذا فإن سينما بيرو تعتبر فشل قطعى على الرغم من أسعارها المتدنية.
شيئا فشيئا تم تحذير الناس من الأفلام القصيرة المقدَمة بجودة رديئة، ويسيطر عليها عدم الخبرة والارتجال. وكان رد فعل عارضى الأفلام معاكس لهذا القانون مثل معارضتهم لحكومة إستبدادية، حيث أن تكاليف أرباحهم شجعتهم على الإنتاج القومى.

### أزمة الثمانينات

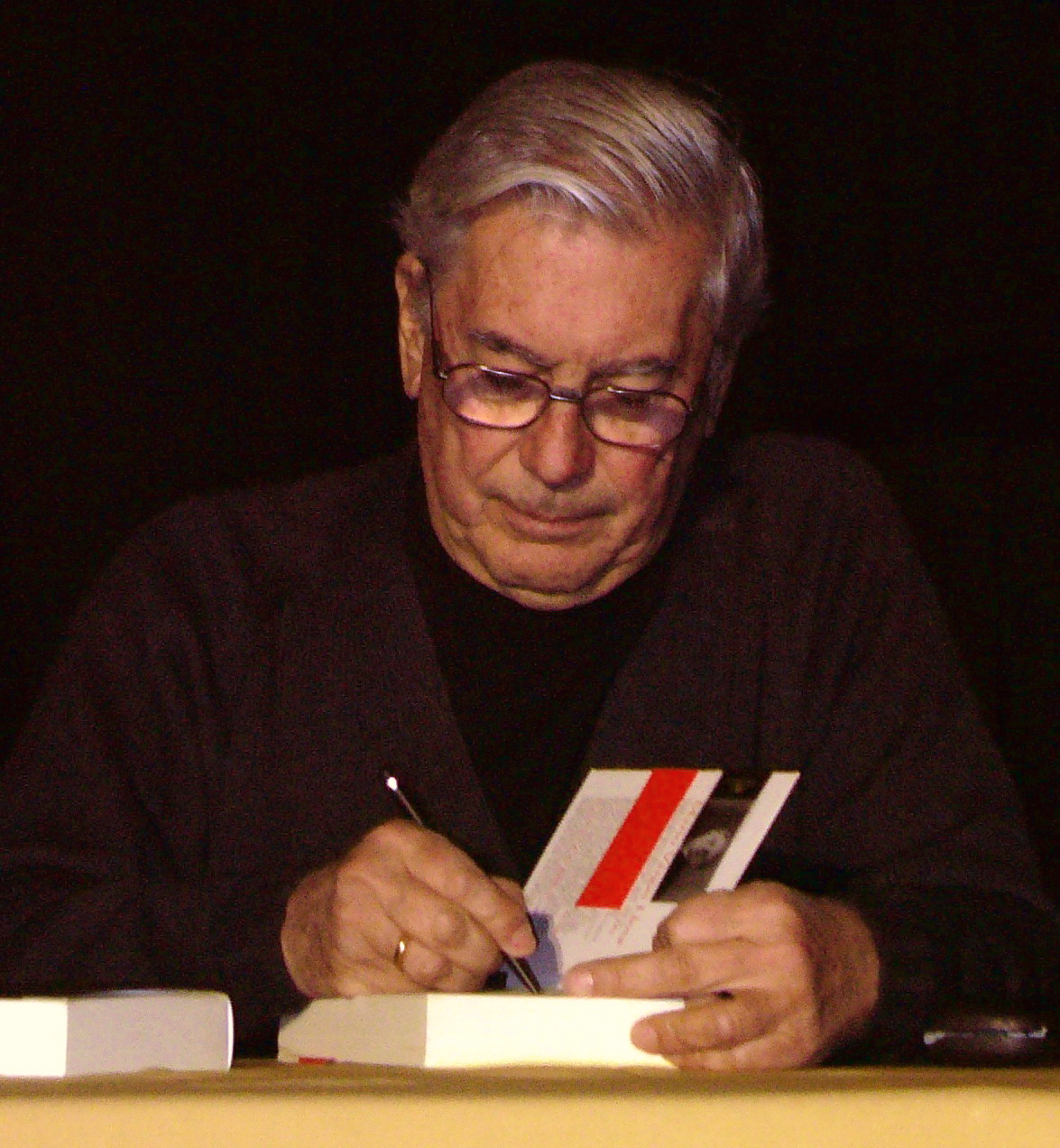
ماريو فارغاس يوسا

مع فشل الأفلام، والأزمة الاقتصادية التي حدثت في بيرو، والكوارث التي تسبب فيها الإرهاب، بدأ ظهور خاصية أكثر شعبية تصور حقيقة المجتمع في معظم الأفلام.

## الأدب والسينما
في فترة الثمانينات ظهر جيل جديد من صناع السينما، منهم فرانسيسكو خوسيه لومباردى الذي قام بتطبيق رواية المدينة والكلاب لماريو بارجاس يوسا عام 1985، والذي طبَق أيضاً في السينما العديد من أعمال الأدب في بيرو.

## السينما المتنقلة
قبل نقص العروض السينمائية في المناطق المنعزلة عن المدن الكبيرة في البلد، قامت مجموعة من الشباب المهتمين بتعزيز السينما بتبنى مهمة الذهاب إلى الشعوب والمجتمعات التي لم تدخلها السينما من قبل، ولم يعرفها الناس ولم يعلموا حتى عن سينما أمريكا اللاتينية.
قاموا بإحضار السينما إلى هذه الأماكن المنعزلة عن بيرو، وكانت هذه مهمة أخوية نوماداس، التي تكونت في يونيو عام 2007 بغير هدف الربح وإنما تسعى إلى تقوية التكامل الثقافى بين شعوب أمريكا اللاتينية عن طريق العروض السينمائية.

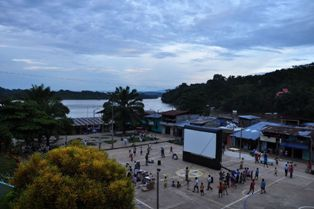

نوماداس باشروا بالقيام برحلة عبر أرض بيرو وصولاً إلى الشعوب والمجتمعات، الفلاحين والمواطنين الأصليين للبلد، لإعطاء الفرصة لهؤلاء الأشخاص للإستمتاع بالسينما المتنقلة بأفلام أمريكا اللاتينية، ويتعلمون عن طريق الأفلام الوثائقية والورش، والمساعدة على التكوين الثقافى لهذه الشعوب.

## مخرجين وممثلات 2015
في 2015 عند التحدث عن الإخراج السينمائي يمكننا تسليط الضوء على ارماندو روبلس جودوى، وفرانسيسكو لومباردى، واجوستو تامايو سان رامون، ووخوسيه منديز، ولوتشو يوسا، وخافيير كور سويرا، وكلاوديا يوسا، وسلفادور ديل سولار. ومن المخرجين الشباب يمكننا ذكر روسانا دياز كوستا، وروساريو جارثيا مونيرو، وخوان دانيال موليرو. هناك ممثلات معروفات في السينما مثل ماجالى سولير، وإليدى بريرو، وفانيسا سابا، وويندى باسكيز. ومن الشباب يمكننا ذكر ماييلا يوكيا، وموكى سابوغال.

## التبادل الثقافى
هناك طرق مختلفة لرؤية التبادل الثقافى: يمكننا الحديث عن ظاهرة الإتصال التي تصور الثقافات بطريقة تفاعلية مستمرة. ولهذا شئ أساسى وجود مفهوم الثقافة، مثل الظاهرة الإنسانية التي تُعرِف اللأختلاف بين مجموعة من البشر وغيرهم.عندما نتحدث عن هذا الاختلاف نرجع إلى مفهوم الهوية الثقافية، مسلطين الضوء على كل ما هو موًحد بالنسبة لمجموعة معينة من البشر. المفهوم المحدد للهوية الثقافية هو العرق فمثلا الحالة الاجتماعية الثقافية التي أوجدت الاختلافات، ومفاهيم العنصرية كان لهم أهمية كبيرة في المفاهيم السلبية التي دخلت على مدار تطور المجتمع.
منذ بدايات السينما، كأى وسيلة تواصل، مكنتنا من التعرف على عناصر التواصل والتبادل الثقافى، وفي حالة بيرو يمكننا بأمثلة واضحة. في الحقيقة دخول العروض السينمائية في البداية كان مقتصراً على الطبقة الأرستقراطية (طبقة اجتماعية عالية). تم تفضيل مجتمع بيرو لرؤية حقيقة مختلفة في السينما، ثم السعى إلى تصوير الطابع الشخصى في الأفلام القومية حيث أنهم صوروا موضوعات أكثر شعبية مثل الإرهاب، العنصرية لجنس أو دين..إلخ. اقترابها من الشعب هو سبب اقتراب الناس منها وليس لأنها أفلام جيدة. هذه الطريقة معروفة لطبقات اجتماعية مختلفة حيث أنها تكمًل المجتمع. حيث أن هذه الطريقة تكمًل المجتمع وتشكًل جزءاً من ثقافته جنباً إلأى جنب مع التغيرات في الحياة اليومية (العادات) التي ظهرت بعد تحسن حالتها.
ما بدأته السينما، الوثائقية والإخبارية، إهتم بما تحتاجه السينما، حيث أن نقص وسائل الغتصال عند الناس تسبب في عدم معرفتهم بما يحدث على المستوى المحلى والعالمى أيضاً، ولم تكن السياحة الداخلية موجودة فعليا في بدايات القرن العشرون، ولذلك فإننا نجد أن السينما في هذه الفترة وثائقية قصيرة مثل كاتدرائية ليما، والطريق إلى أوروبا، وكانشامايو.
استمر اتجاه الأفلام المجهزة في أحياء هامشية والتي تصور موضوع الإرهاب، وأهمية الحياة الاجتماعية إزاء المشاكل بطريقة ما. وبدا الإنتاج راكداً بصورة مجردة في مجتمع بيرو ولكن في جوانبه السلبية. وبطريقة ما كان هذا ما تعود عليه شعب بيرو والمنتجين الذين يعرفون أن صناعة السينما في بيرو أمر سئ، حاولوا الاستفادة القصوى من الموافقة على المواضيع، وأيضا محاولات عمل سينما مختلفة لم تكن تلقى النجاح بسبب نقص الوظائف وكتًاب السيناريو الجيدين القادرين على رواية التاريخ.
كان لدى المنتجين صعوبات أكثر لم يواجهوها من قبل كتوظيف رأس المال، بسبب التضخم الذي لا يمكن التحكم فيه والذي قلل إيراداتهم، وأدى إلى زيادة اهتمامهم بالقروض البنكية. ولهذا السبب بحثوا عن مصادر تقنية مبتكرة ورخيصة مثل الفيديوهات الرقمية، ولجأوا إلى الموضوعات الشعبية، مثلما حدث في في المناسبات السابقة.